# Dekanat puszczykowski
Dekanat puszczykowski – nieistniejący już dekanat, który niegdyś wchodził w skład archidiecezji poznańskiej. Administracyjnie obejmował cały obszar gmin miejskich: Puszczykowo oraz Luboń, a po części także gminy: Brodnica, Komorniki i Mosina.

## Historia
Dekanat puszczykowski zniesiono w Wielki Czwartek, dnia 8 kwietnia 2004 roku, wraz z wejściem w życie dekretu o zmianie granic niektórych dekanatów oraz powstaniu nowych, jaki wydał trzy dni wcześniej Arcybiskup Metropolita Poznański – Stanisław Gądecki. Jego miejsce – z niewielkimi zmianami – zajął dekanat luboński. Różnice dotyczyły parafii, jakie utworzyły nowy dekanat. Mianowicie parafię Iłówiec przejął dekanat stęszewski, a w zamian z tego samego dekanatu przyłączona do lubońskiego została parafia komornicka.

## Skład dekanatu puszczykowskiego
- parafia Matki Boskiej Wniebowziętej w Puszczykowie
- Parafia św. Józefa Oblubieńca Najświętszej Maryi Panny w Puszczykowie
- parafia św. Mikołaja w Mosinie
- parafia św. Barbary w Żabikowie (Luboń–Żabikowo)
- parafia św. Jana Bosko w Luboniu (Stary Luboń)
- parafia św. Maksymiliana Marii Kolbego w Lasku (Luboń–Lasek)
- parafia św. Floriana w Wirach
- parafia św. Andrzeja Apostoła (Iłówiec)
- parafia Matki Boskiej Częstochowskiej w Krośnie